# Tan (kaninras)

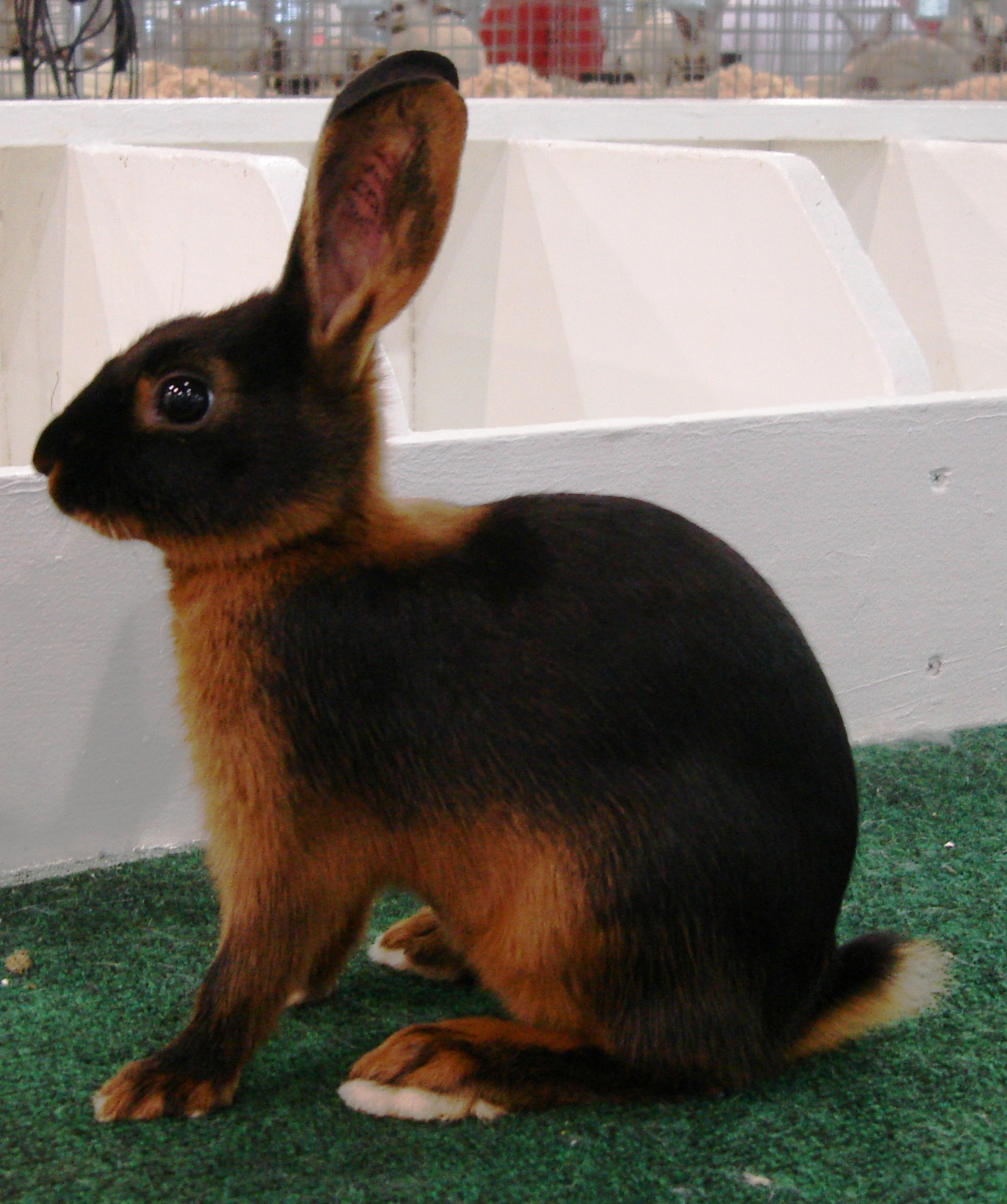
Kaninrasen Belgisk hare i färgen Svart tan

Tan är en ganska vanlig svensk kaninras. Den uppkom i England på 1880-talet. Den första Tankaninen uppstod av en slump. Den påträffades första gången hos Mr Cox i Brailsford som höll en samling kaniner ihop, bland annat Holländsk kanin och Lilla silver men även en rad korsningar som gick fritt tillsammans. Tankaninen med sin svarta mantel och ljusgula buk drog till sig uppmärksamheten och olika kaninälskare beslöt avla medvetet för att få fram denna färg.
Tan har liknande färgsättning som färgen "black and tan" hos hundar. Exempelvis hos Dobermann, Pinscher, Rottweiler, Hovawart med flera.
Kaninens buk och undersida av käkar ska vara rödbrun och på sidorna som stickelhår.
Rasen är godkänd i färgerna svart, blå, brun och egern.

## Egenskaper
Tan är en lugn och trevlig kaninras med en vikt på mellan 2,5 och 3,2 kg. Det är en populär ras och förekommer i alla länder där rasrena kaniner avlas. På grund av sin vänliga karaktär och sitt händiga format hålls den ofta som husdjur.